# Zosterops kulambangrae
Zosterops kulambangrae là một loài chim trong họ Zosteropidae.